# Игнатий (Румянцев)
Епископ Игнатий (в миру Георгий Серафимович Румянцев; 7 августа 1971, посёлок Черкизово, Пушкинский район, Московская область) — архиерей Русской православной церкви, епископ Уваровский и Кирсановский.

## Биография
В 1988 году окончил Пушкинскую среднюю школу № 6. В 1989 году поступил в Московский государственный университет леса, который окончил в 1994 году по специальности «Вычислительные машины, комплексы, системы, сети».
В 1995 году поступил в Иоанно-Богословский мужской монастырь села Пощупово Рыбновского района Рязанской области. Зачислен в число братии монастыря 5 ноября 1996 года.
В 1996—1997 годах обучался в Рязанском православном духовном училище, которое окончил с отличием.
7 апреля 1997 года архимандритом Авелем (Македоновым), наместником Иоанно-Богословского монастыря, пострижен в иночество с именем Игнатий, в честь преподобномученика Игнатия Афонского. 20 апреля 1997 года по благословению архиепископа Рязанского и Касимовского Симона (Новикова) архимандритом Авелем (Македоновым) пострижен в монашество с оставлением имени, данного в иноческом постриге.
21 мая 1997 года архиепископом Рязанским и Касимовским Симоном рукоположен во иеродиакона к Иоанно-Богословскому мужскому монастырю.
С 1996 года по 2000 год преподавал Закон Божий в начальной школе села Пощупово. До декабря 1999 года исполнял в Иоанно-Богословском монастыре послушание библиотекаря и чтеца-уставщика.
1 декабря 1999 года архиепископом Рязанским и Касимовским Симоном назначен казначеем Иоанно-Богословского монастыря.
10 декабря 1999 года епископом Шацким Иосифом (Македоновым), викарием Рязанской епархии, по благословению архиепископа Рязанского и Касимовского Симона рукоположён в иеромонаха к Иоанно-Богословскому монастырю.
В 2000 году окончил Московскую духовную семинарию. В том же году поступил в Московскую духовную академию, которую окончил в 2009 году.
С 2001 по 2006 год окормлял военный госпиталь и служил в часовне во имени святителя Луки (Войно-Ясенецкого). По собственному признанию: «каждый четверг мы совершали молебен с акафистом, а через субботу мы служили там литургию, общались с солдатами, курсантами, крестили их».
10 января 2002 года освобождён от обязанностей казначея Иоанно-Богословского монастыря и назначен настоятелем Николо-Ямского храма города Рязани (подворье монастыря), оставаясь насельником Иоанно-Богословского монастыря.
10 декабря 2002 года, будучи настоятелем подворья, назначен настоятелем храма в честь иконы Божией Матери «Умягчение злых сердец» при Льговской женской воспитательной колонии села Льгово Рязанской области.
Кроме того, окормлял пациентов Рязанского военного госпиталя и служил в часовне в честь святителя Луки Симферопольского, расположенной на территории госпиталя.
15 марта 2004 года освобождён от должности настоятеля Николо-Ямского храма города Рязани.
В октябре 2004 года назначен начальником книжного склада Иоанно-Богословского монастыря.
В 2006 году архиепископом Рязанским и Касимовским Павлом назначен экономом Иоанно-Богословского монастыря.
2 октября 2006 года освобожден от должности настоятеля храма в честь иконы Божией Матери «Умягчение злых сердец» Льговской колонии и от служения в часовне в честь святителя Луки Симферопольского при Рязанском военном госпитале.
21 мая 2009 года архиепископом Рязанским и Касимовским Павлом возведен в сан игумена.
4 мая 2011 года удостоен права ношения палицы.
В октябре 2011 года назначен исполняющим обязанности игумена Иоанно-Богословского монастыря Рязанской епархии.

### Архиерейство
26 декабря 2012 года решением Священного синода Русской православной церкви игумену Игнатию определено быть епископом Уваровским и Кирсановским.
30 декабря 2012 года в Иоанно-Богословском мужском монастыре села Пощупово Рязанской области был возведён в сан архимандрита митрополитом Рязанским и Михайловским Павлом (Пономарёвым).
18 января 2013 года в Богоявленском кафедральном соборе города Москвы наречён во епископа Уваровского и Кирсановского.
25 января 2013 года в домовом храме святой мученицы Татианы при МГУ имени М. В. Ломоносова хиротонисан во епископа Уваровского и Кирсановского. Хиротонию совершили: Патриарх Московский и всея Руси Кирилл, митрополит Саранский и Мордовский Варсонофий (Судаков), митрополит Рязанский и Михайловский Павел (Пономарёв), митрополит Ахалкалакский и Кумурдойский Николай (Пачуашвили) (Грузинская Православная Церковь), митрополит Тамбовский и Рассказовский Феодосий (Васнев), архиепископ Верейский Евгений (Решетников), епископ Солнечногорский Сергий (Чашин).